# 泷之间站
泷之间站（日语：／ Takinoma eki */?）位于秋田县山本郡八峰町八森字泷之间，是东日本旅客铁道（JR東日本）管辖的五能线上的鐵路車站。

## 历史
- 1963年4月20日 - 车站投入运营[1]。
- 1987年4月1日 - 国铁分割民营化后成为JR东日本车站。

## 车站结构
侧式站台1台1线的地上车站。站台上设有简易候车小屋。站房后种植有樱花树。
能代站管理的无人站。

## 相邻车站
東日本旅客铁道
■五能线
□快速
通过
■普通
八森－泷之间－秋田白神